# Сенецкий, Штефан
Ште́фан Се́нецкий (словац. Štefan Senecký; 6 января 1980, Нитра, Чехословакия) — словацкий футболист, вратарь. Сыграл 12 матчей за национальную сборную Словакии.

## Карьера

### Клубная
Воспитанник футбольной школы клуба «Нитра» из одноимённого города, в которой занимался с 1987 года. В «Нитре» начал и профессиональную карьеру в 1998 году. Всего за время выступлений в составе «Нитры» провёл 114 матчей, из них 89 в чемпионате. Помимо этого, защищал ворота «Нитры» в матчах Кубка Интертото в 2006 году.
В сентябре 2007 года переехал в Турцию, в клуб «Анкараспор», с которым подписал двухлетний контракт. В составе «Анкараспора» дебютировал 15 сентября в домашнем матче против стамбульского «Бешикташа», дебют для Штефана оказался довольно удачным, поскольку он смог сохранить свои ворота в неприкосновенности, а встреча в итоге завершилась вничью 0:0. В декабре 2008 года руководство «Анкараспора» предложило Сенецкому новый контракт на 2,5 года с улучшенными условиями. В сезоне 2008/09 Штефан стал, в составе команды, полуфиналистом Кубка Турции, защищал ворота 22 апреля 2009 года в ответном выездном матче 1/2 финала против «Бешикташа», в котором его команда добилась победы со счётом 2:1, что, однако, не помогло пробиться в финал, поскольку в первом матче, в котором ворота команды из столицы Турции защищал другой игрок, «Анкараспор» уступил на своём поле со счётом 1:3, поэтому по сумме двух встреч дальше пошёл «Бешикташ», который в итоге и завоевал трофей. В начале февраля 2012 года Штефан перешёл «Сивасспор».

### В сборной
В составе главной национальной сборной Словакии дебютировал 22 августа 2007 года, выйдя в стартовом составе проходившего в Трнаве товарищеского матча со сборной Франции, в той игре Штефан пропустил один гол, автором которого стал Тьерри Анри, а Словакия в итоге потерпела поражение со счётом 0:1.

## Личная жизнь
Женат, воспитывает 2-х детей: сына и дочь. Любимый чемпионат — Английская Премьер-лига. Любимый футболист — Джанлуиджи Буффон.